# Бренна (гмина)
Бренна (пол. Brenna) — сельская гмина (волость) в Польше, входит как административная единица в Цешинский повет, Силезское воеводство. Население — 10 164 человека (на 2004 год).

## Демография
| Перепись                       | Всего   | Всего | Женщины | Женщины | Мужчины | Мужчины |
| ------------------------------ | ------- | ----- | ------- | ------- | ------- | ------- |
| Единицы                        | человек | %     | человек | %       | человек | %       |
| Население                      | 10 164  | 100   | 5149    | 50,7    | 5015    | 49,3    |
| Плотность населения (чел./км²) | 106,4   | 106,4 | 53,9    | 53,9    | 52,5    | 52,5    |

## Соседние гмины
1. Гмина Скочув
2. Гмина Ясеница
3. Гмина Явоже
4. Бельско-Бяла
5. Щирк
6. Висла
7. Устронь